# Registerzug

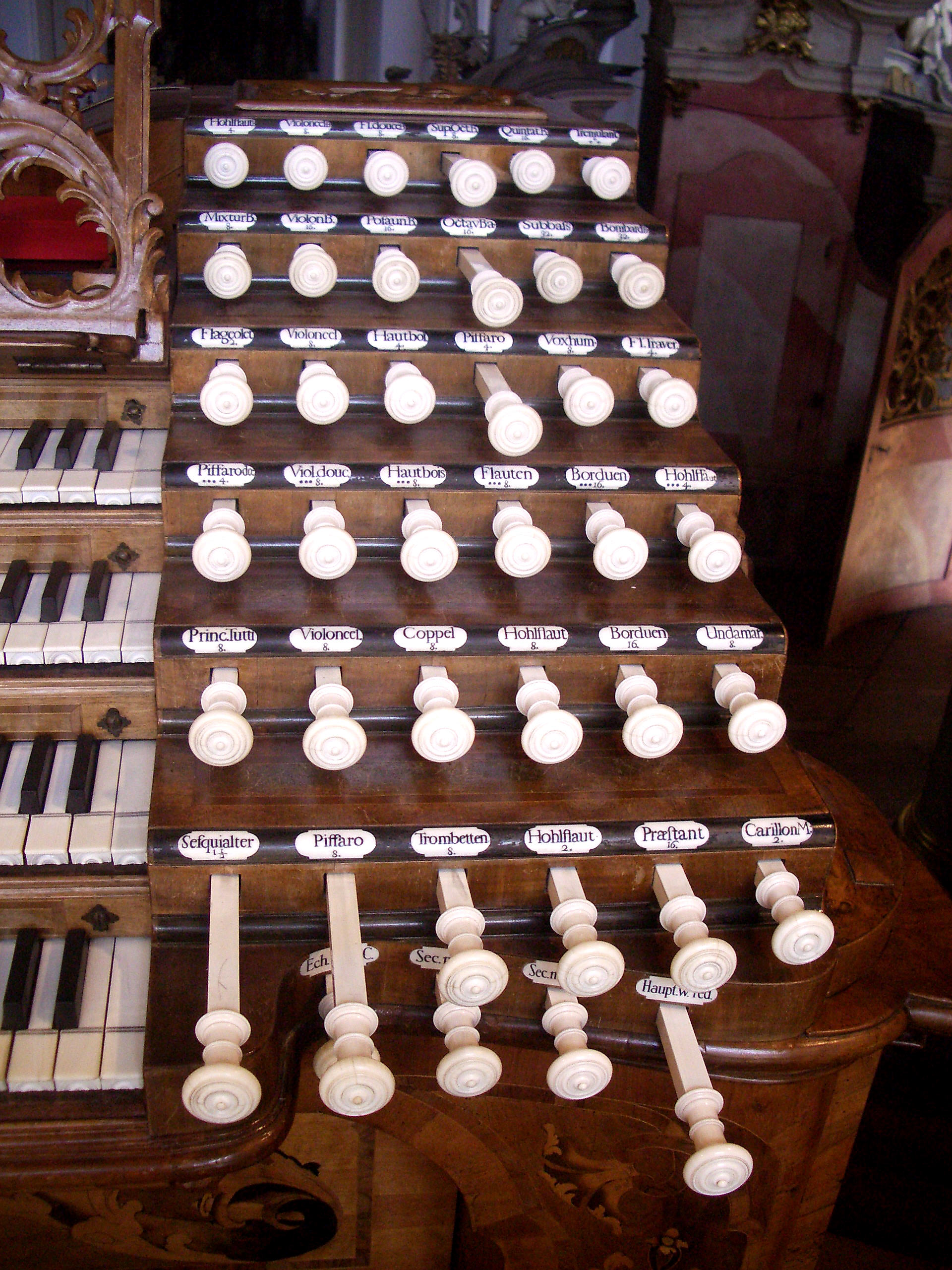
Registerzüge aus Elfenbein, Gabler-Orgel, Weingarten

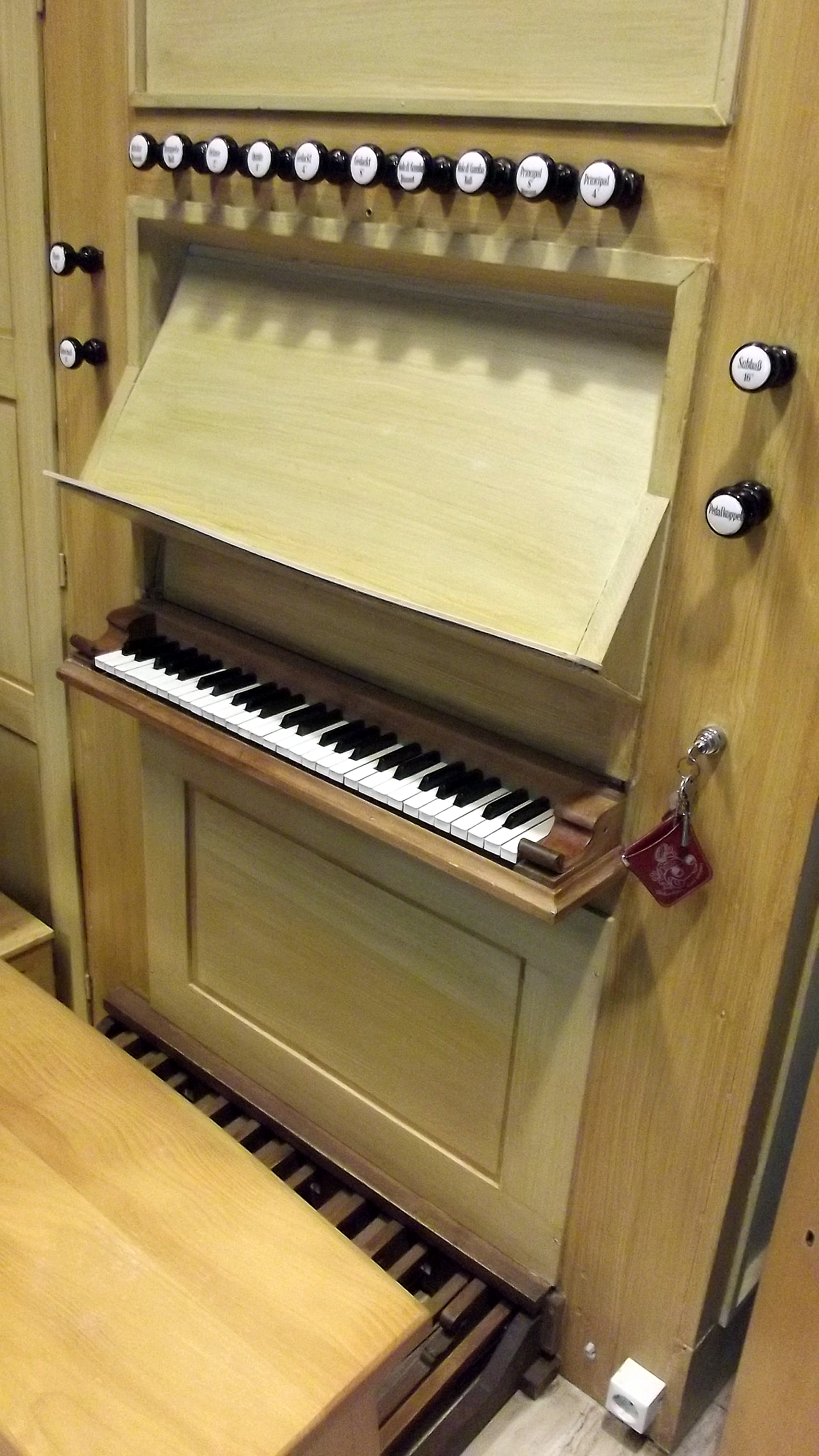
Registerzüge mit Porzellanschildern, Maria-Himmelfahrt, Rappweiler

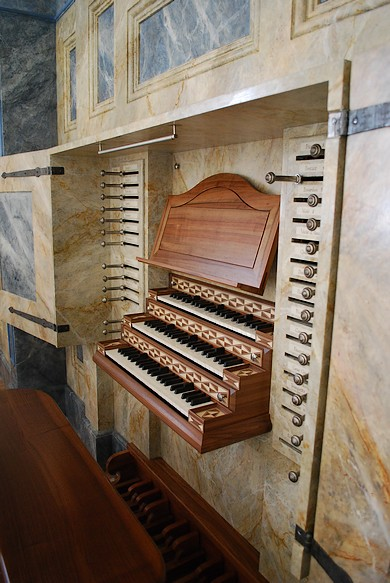
Registerzüge, die horizontal bewegt werden, Kloster Bellelay

Der Registerzug (auch Manubrium, Pl. Manubrien; lat. = Handhabe, Griff, Stiel) ist die älteste Bauform eines An-/Ausschalters für ein einzelnes Register einer Orgel. Diese klassischen Handgriffe finden sich vor allem bei mechanischer Registertraktur und sind insbesondere bei alten Orgeln kunstvoll gedrechselt und aus besonderem Holz gefertigt. (Die Registerzüge der Gabler-Orgel in Weingarten sind sogar komplett aus massivem Elfenbein) Registerzüge finden sich in der Regel zu beiden Seiten der Manuale, bei historischen Orgeln auch oberhalb des Notenpultes am Spieltisch und werden durch den Organisten oder Registranten bedient. Seltener finden sich Orgeln deren Registerzüge horizontal bewegt werden. Bei Orgeln mit mechanischer Springlade müssen die Registerzüge in der Endstellung eingehakt werden. Bei Schleifladeninstrumenten ist es auch möglich die Registerzüge nur teilweise herauszuziehen und somit besondere Klangeffekte zu erreichen, da die Bohrungen der Schleifen den Weg für den Spielwind (die Luft für die Pfeifen) nicht völlig frei geben. Aufgrund der mechanischen Anforderungen sehen sich Registerzüge in der Regel immer sehr ähnlich und werden von den meisten Menschen auch als erstes mit den Begriffen Orgel und Register in Verbindung gebracht. Die Schilder für die Registerbeschriftung können neben den Registerzügen platziert oder, meistens als rundes Porzellanmedaillon, auf deren Stirnseite angebracht werden. Zusätzlich können Farbcodierungen oder verschiedene Holzarten z. B. die Zugehörigkeit des Registers zu einem Werk oder die Zugehörigkeit des Registers zur Familie der Zungenpfeifen angeben. Heutzutage ist es auch möglich die Stirnseite eines Registerzuges direkt mit dem gewünschten Text zu gravieren. Material, Beschriftung, Farbkennung und Anordnung der Registerzüge sind nicht normiert, sie unterscheiden sich je nach ausführender Orgelbauwerkstatt. Bei einer Orgel mit Doppeltraktur (zusätzlich in die mechanische Registertraktur eingehängte elektromagnetische Registersteuerung) werden die Registerzüge, zum Beispiel beim Abrufen einer Kombination, automatisch in die richtige Stellung bewegt. Daneben gibt es bei rein elektrischen Registertrakturen auch selbststellende Registerschalter, welche die klassische Form des Registerzuges nur kopieren (insbesondere bei amerikanischen Großorgeln sehr verbreitet; draw knobs console) und weiter keine mechanische Funktion besitzen.